# فاديم بوجدانوف
فاديم بوجدانوف هو لاعب كرة قدم روسي في مركز الهجوم، ولد في 16 يناير 1998 في إيركوتسك في روسيا. لعب مع FC Baikal Irkutsk ‏.